# 배영섭
배영섭(裵榮燮, 1986년 6월 27일~)은 전 KBO 리그 SK 와이번스의 외야수이자, 현 KBO 리그 삼성 라이온즈의 타격보조코치이다.

## 선수 시절

### 삼성 라이온즈시절
2009년에 2차 4순위 지명을 받아 입단했다. 입단 직전에 참가한 전국체전에서 어깨 부상을 당해 2009년 3월에 어깨 수술을 받아 그 해 내내 재활군에 머물렀으며, 이듬해인 2010년 9월 1일 한화 이글스전을 앞두고 처음 1군에 올라와 그 다음 날 대타로 첫 출장했다. 당시 코치였던 류중일이 잠시 2군으로 내려와 있을 때 눈여겨봤고, 2011년 선동열의 후임으로 류중일이 감독에 취임한 후 그를 많이 기용해 기회를 잡기 시작했다. 2011년에 외야수 강봉규가 큰 부상을 당해 그를 대신해 주전으로 자리잡았으며, 2011년 시즌에 활약하다가 7월 21일 SK전에서 새끼손가락을 다쳤다. 8월 21일 복귀했으나 9월 21일 또 다시 두산전에서 김승회가 던진 공에 손목에 맞는 등 잔부상이 많았다. 그 후 본인의 의지와 구단의 적극적인 투자로 부상에서 빠르게 회복해 2011년 한국시리즈 엔트리에 합류했다. 이후 2011년 한국시리즈 2차전에서 박희수를 상대로 결승타를 쳐 내며 2차전 MVP를 차지했고 5년만의 팀의 우승에 일조했다. 시즌 99경기에 출전해 2할대 타율, 33도루를 기록하는 등 팀의 1번 타자로 활약하며 신인왕 및 최우수 선수상 시상식에서 후보였던 LG 트윈스의 임찬규를 꺾고 신인왕에 올랐다. 2013년에도 113경기에 출장해 2할대 후반 타율을 기록하며 팀의 핵심 타자로 자리매김했다.

### 경찰 야구단시절
병역법 개정이 예상되자 류중일 감독의 권유로 2013년 시즌 후에 입대하였고, 2015년 9월 25일에 제대하였다.

### 삼성 라이온즈복귀
2015년에 복귀했으나 팀 내 입지가 예전보다 많이 좁아졌고 2016년에는 93경기, 2017년에는 92경기밖에 출장하지 못했으며 2018년에도 69경기에 출장해 2할대 타율에 그쳐 2018년 10월 19일에 방출됐다.

### SK 와이번스시절
2018년 10월 22일에 입단하였다.
그러나 이적 후에도 좋은 모습을 보여 주지 못해 시즌 후에 방출됐고, 현역에서 은퇴했다.

## 야구선수 은퇴 후
은퇴 후에는 잠시 야구 아카데미를 운영했으며, 스포카도에서 KBO 퓨처스리그 해설도 맡았다. 삼성 라이온즈의 전력분석원으로 합류한 후에는 아카데미를 문선엽에게 넘겼다.
2022년부터 삼성 라이온즈의 전력분석원으로 합류했고, 2023년부터 1군 타격 보조코치를 맡기 시작했다.

## 별명
- 동국대학교 시절 호타준족이면서 빠른 발을 가지고 있어 대학 야구계의 이치로, 즉 '배치로'라고 불렸다.
- 내야 땅볼을 많이 쳐서 '배땅볼'이라고 불린다.

## 출신 학교
- 수원신곡초등학교
- 수원북중학교
- 유신고등학교
- 동국대학교

## 통산 기록
| 연도 | 팀명  | 타율  | 경기 | 타수 | 득점 | 안타 | 2루타 | 3루타 | 홈런 | 루타 | 타점 | 도루 | 도실 | 볼넷 | 사구 | 삼진 | 병살 | 실책 |
| ---- | ----- | ----- | ---- | ---- | ---- | ---- | ----- | ----- | ---- | ---- | ---- | ---- | ---- | ---- | ---- | ---- | ---- | ---- |
| 2010 | 삼성  | 0.292 | 11   | 24   | 5    | 7    | 2     | 0     | 0    | 9    | 3    | 1    | 0    | 2    | 0    | 6    | 1    | 0    |
| 2011 | 삼성  | 0.294 | 99   | 340  | 51   | 100  | 15    | 0     | 2    | 121  | 24   | 33   | 8    | 29   | 9    | 47   | 9    | 0    |
| 2012 | 삼성  | 0.245 | 122  | 412  | 64   | 101  | 15    | 2     | 2    | 126  | 34   | 27   | 6    | 48   | 9    | 69   | 4    | 3    |
| 2013 | 삼성  | 0.295 | 113  | 393  | 66   | 116  | 16    | 4     | 2    | 146  | 38   | 23   | 10   | 52   | 20   | 62   | 9    | 3    |
| 2015 | 삼성  | 0.375 | 4    | 16   | 2    | 6    | 0     | 0     | 0    | 6    | 2    | 1    | 0    | 2    | 0    | 4    | 2    | 0    |
| 2016 | 삼성  | 0.266 | 93   | 323  | 92   | 86   | 17    | 0     | 9    | 115  | 51   | 5    | 8    | 51   | 5    | 42   | 10   | 0    |
| 2017 | 삼성  | 0.303 | 92   | 218  | 39   | 66   | 11    | 1     | 6    | 97   | 26   | 1    | 0    | 19   | 3    | 44   | 5    | 3    |
| 2018 | 삼성  | 0.245 | 69   | 147  | 15   | 36   | 6     | 0     | 0    | 42   | 13   | 1    | 0    | 16   | 3    | 35   | 2    | 1    |
| 2019 | SK    | 0.225 | 30   | 71   | 5    | 16   | 1     | 0     | 0    | 17   | 7    | 2    | 0    | 6    | 2    | 15   | 0    | 0    |
| 통산 | 9시즌 | 0.275 | 633  | 1944 | 300  | 534  | 83    | 7     | 16   | 679  | 169  | 94   | 32   | 225  | 51   | 324  | 42   | 10   |